# BearShare
BearShare è stata un'applicazione di condivisione di file peer-to-peer, originariamente creata e distribuita da Free Peers Inc. per sistemi operativi Microsoft Windows. In seguito divenne una versione rinominata di iMesh ad opera di MusicLab LLC, strettamente integrata con il suo servizio di abbonamento musicale.
La mascotte simbolo di BearShare era un orso bruno che indossava delle cuffie di colore verde.

## Storia
Bearshare venne lanciato il 4 dicembre 2000 come applicazione per la condivisione dei file in maniera decentralizzata, da persona a persona, attraverso il protocollo Gnutella. Al suo interno vennero incluse funzionalità innovative, che alla fine sono cresciute fino a includere IRC, una libreria gratuita di software e file multimediali chiamata BearShare Featured Artists, pagine di aiuto online e un forum di supporto, così come un lettore multimediale e una finestra della libreria per organizzare la raccolta multimediale dell'utente.
I principali sviluppatori di BearShare furono i titolari di Free Peers Inc., Vincent Falco e Louis Tatta.
Dopo essere entrato a far parte dei client Gnutella e del Gnutella Developers Forum (GDF), BearShare era considerato nel 2002 uno dei migliori client gnutella (assieme a Gtk-gnutella e LimeWire) per via della stabilità di rete e delle tante proposte migliorative formulate da Vincent Falco nel GDF, ma non ottenne la stessa popolarità della rete edonkey a causa dell'iniziale impossibilità di condividere anche i file in download con il formato Partial File Sharing (PFS).
Dopo l'annuncio nel novembre 2002 da parte di Michael Stokes (sviluppatore di Shareaza) della creazione di Gnutella2 (che generò un forte dissenso all'interno del GDF), Vincent Falco inveì pesantemente contro le decisioni di Stokes e dichiarò apertamente di voler bloccare su BearShare qualsiasi connessione verso Shareaza.
In seguito alla decisione emessa il 27 giugno 2005 dalla Corte Suprema degli Stati Uniti sul caso MGM Studios, Inc. v. Grokster, Ltd., i forum di supporto della community di BearShare vennero improvvisamente chiusi durante i negoziati per risolvere una causa imminente con la RIAA. Il webmaster e l'amministratore del forum crearono immediatamente un nuovo sito chiamato Technutopia, in cui lo stesso staff di supporto continuò a supportare le versioni di Gnutella. Pochi mesi dopo la finestra Community, ormai inutilizzata, venne rimossa da BearShare 5.1.
Il 4 maggio 2006, per scongiurare qualsiasi tipo di procedimento legale, Free Peers accettò sia la cessione di tutte le proprie risorse relative a BearShare in favore di MusicLab LLC (una filiale di iMesh), sia il pagamento di una sanzione pecuniaria pari a 30 milioni di dollari statunitensi come accordo extragiudiziale nei confronti della RIAA.
Il 17 agosto 2006 MusicLab pubblicò una versione rinnovata e aggiornata di iMesh, denominata BearShareV6, che si collegava alla sua rete proprietaria iMesh al posto di Gnutella. BearShareV6 e i suoi successori offrivano download di musica a pagamento nel formato WMA controllato dal DRM di PlaysForSure, nonché contenuti gratuiti in vari formati, principalmente MP3; inoltre integravano anche un lettore multimediale ed alcune funzionalità online e di social networking, ma con uno stile Web 2.0, in qualche modo simile a MySpace o Facebook. I contenuti gratuiti forniti dagli utenti venivano automaticamente verificati come non contraffatti utilizzando l'impronta digitale acustica prima che potessero essere condivisi. I file video di dimensioni superiori a 50 Mb e di durata superiore a 15 minuti non potevano essere condivisi, assicurandosi in questo modo che i programmi televisivi e i lungometraggi non potessero essere distribuiti liberamente sulla rete. Era possibile condividere solo un insieme limitato di formati di file audio e video, escludendo quindi tutte le altre tipologie di file (eseguibili, documenti, archivi compressi, ecc.).
Nell'agosto 2006 MusicLab pubblicò una variante del servant gnutella originale di BearShare, chiamata BearFlix, che venne modificato per limitare la condivisione, le ricerche e i download di immagini e video. I video condivisi erano limitati in lunghezza e durata in maniera simile a BearShareV6. La prima versione ad implementare tali caratteristiche è stata la versione 1.2.1. I suoi numeri di versione sembrano iniziare a partire da 1.1.2.1 nell'interfaccia utente, ma sulla rete gnutella si presentano come versioni da 6.1.2.1 a 6.2.2.530. Da allora questa versione è stata interrotta da MusicLab e non è più disponibile sui loro siti web.
Il 27 ottobre 2008, in risposta all'incertezza sul futuro di PlaysForSure, MusicLab aggiunse il supporto per iPod in BearShareV7.
Dal 12 giugno 2016 BearShare non è più disponibile per il download. Il sito ufficiale è rimasto attivo con un messaggio che ne annunciava la dismissione fino a marzo 2017.

## Versioni
Free Peers distribuì inizialmente 3 versioni del servant gnutella BearShare: Free, Lite e Pro. La versione Free aveva limiti prestazionali più elevati rispetto alla versione Lite ma conteneva alcuni adware. La versione Pro aveva limiti più alti rispetto sia alla versione Free sia alla versione Lite, ma costava 24 dollari. I numeri di versione di questa serie andavano da 1.0 a 5.2.5.9. Sebbene mancasse il supporto di MusicLab, le versioni BearShare dalla 4.7 alla 5.2.5.6 furono il secondo servant più popolare su gnutella, insieme a LimeWire.
Le versioni iniziali di Bearshare contenevano ed installavano deliberatamente gli spyware Savenow e Onflow per il tracciamento delle attività dell'utente sul proprio PC.
Alcuni fan di vecchia data delle versioni gnutella tendevano a preferire l'ultima delle versioni beta, la 5.1.0 beta25, perché non conteneva adware, era codificata per livelli di prestazioni all'incirca tra le versioni Pro e quelle normali (supportate dalla pubblicità) ed aveva la capacità unica di passare dalla modalità leaf a quella ultrapeer su richiesta, una funzionalità ritenuta necessaria per test efficaci. Nessun altro servant gnutella godette di questa capacità.
L'ultima versione di BearShare, la V10, era disponibile tramite download gratuito e le funzionalità "Pro" potevano essere sbloccate con un abbonamento di 6 o 12 mesi. L'accesso ai contenuti premium richiedeva un abbonamento mensile di 9,95 dollari. I clienti residenti in Canada e negli Stati Uniti potevano optare per un abbonamento mensile di 14,95 dollari, denominato BearShare ToGo, che consentiva il download di musica premium sui lettori musicali portatili.